# Яснополянский сельсовет (Пензенская область)
Яснополянский сельсовет — муниципальное образование со статусом сельского поселения в Кузнецком районе Пензенской области Российской Федерации.
Административный центр — село Пионер.

## История
Статус и границы сельского поселения установлены Законом Пензенской области от 2 ноября 2004 года № 690-ЗПО «О границах муниципальных образований Пензенской области».

## Население
| 2002  | 2010  | 2012  | 2013  | 2014  | 2015  | 2016  |
| ----- | ----- | ----- | ----- | ----- | ----- | ----- |
| 5505  | ↗5527 | ↘5521 | ↘5519 | ↗5544 | ↗5580 | ↘5569 |
| 2017  | 2018  | 2021  |       |       |       |       |
| ↗5574 | ↘5516 | ↘5355 |       |       |       |       |

## Состав сельского поселения
| № | Населённый пункт | Тип населённого пункта       | Население |
| - | ---------------- | ---------------------------- | --------- |
| 1 | Алексеевка       | село                         | ↗537      |
| 2 | Злобинка         | село                         | ↘245      |
| 3 | Каменка          | село                         | ↗516      |
| 4 | Пионер           | село, административный центр | →1966     |
| 5 | Сухановка        | село                         | ↘1000     |
| 6 | Ясная Поляна     | село                         | ↘1263     |

### Упразднённые населённые пункты
В декабре 2015 года деревня Садовка исключена из учётных данных административно-территориального устройства Пензенской области как населённый пункт фактически прекративший своё существование, в котором отсутствуют официально зарегистрированные жители.